# Igreja Universitária Cristo Mestre

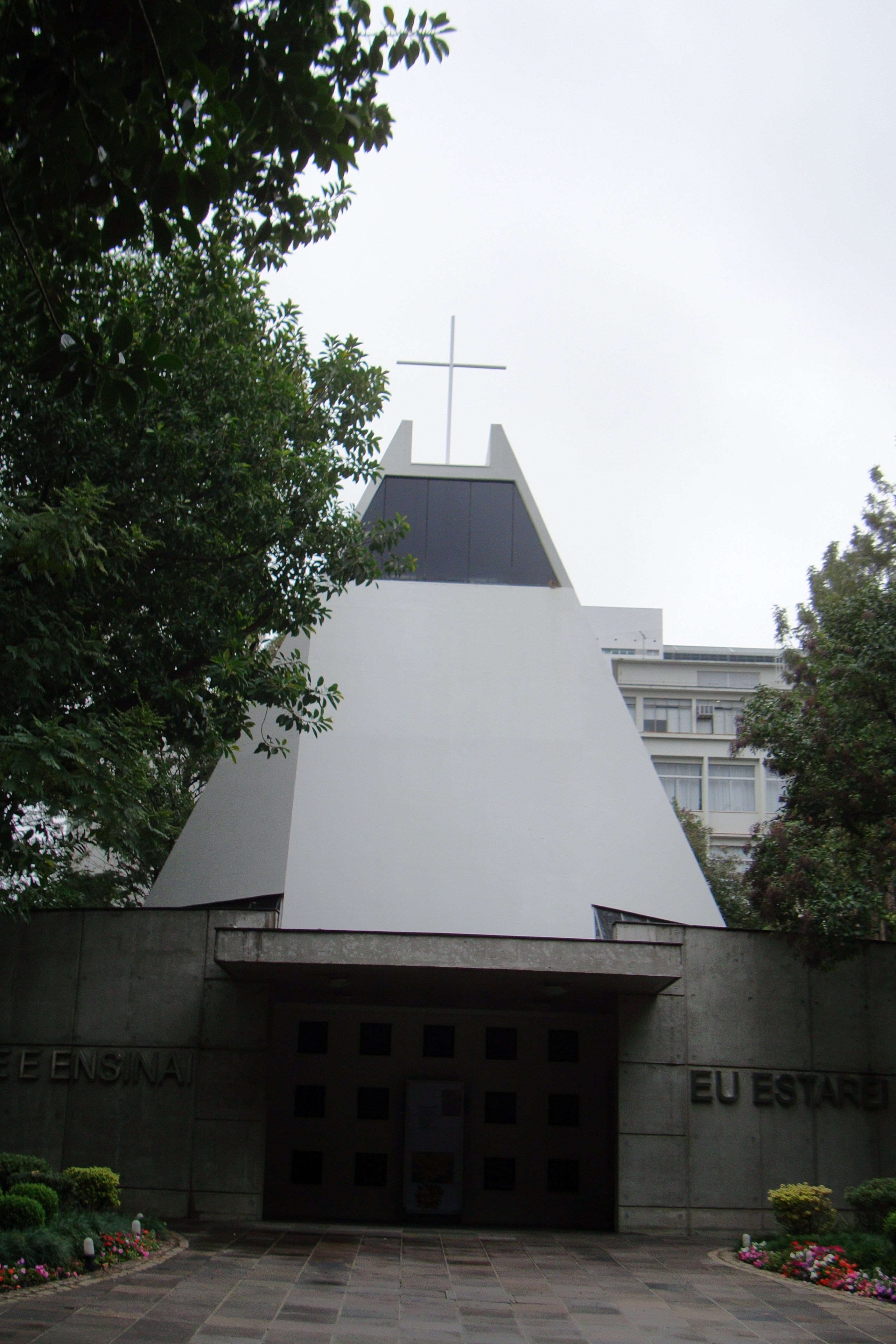
Vista da entrada da Igreja Cristo Mestre

A Igreja Universitária Cristo Mestre é uma igreja localizada dentro do campus principal da Pontifícia Universidade Católica do Rio Grande do Sul (PUCRS), na cidade brasileira de Porto Alegre, estado do Rio Grande do Sul.
O projeto arquitetônico, que transformou a antiga capela em paróquia, foi premiado pela Asbea (Associação Brasileira dos Escritórios de Arquitetura).
Possui, além de jardins internos, painés artísticos contemporâneos como vitrais e mosaicos, entre eles um de autoria de Cláudio Pastro.

## Serviços
- Missas, de segunda a sexta-feira, às 18h30min;
- Confissões e orientação espiritual, de terça a sexta-feira, a partir das 17h;
- Batismo, Primeira Eucaristia e Crisma, de abril a novembro;
- Casamentos, aos sábados, durante todo o ano;
- Batizado, primeiro sábado de cada mês;
- Missas de Formatura.